# Trapezia tigrina
Trapezia tigrina is een krabbensoort uit de familie van de Trapeziidae. De wetenschappelijke naam van de soort is voor het eerst geldig gepubliceerd in 1842 door Eydoux & Souleyet.